# Bjarne Meisel
Bjarne Meisel (* 1998 in Berlin) ist ein deutscher Schauspieler.

## Leben
Bjarne Meisel machte 2016 sein Abitur am Felix-Mendelssohn-Bartholdy-Gymnasium in Berlin. Er erhielt agenturinternen Schauspielunterricht an der „New Talent Schauspielschule“. Erste Bühnen- und Fernseherfahrungen sammelte er im Jugendensemble vom Friedrichstadtpalast Berlin und beim KiKA.
2011 spielte Meisel seine erste größere TV-Rolle, eine Nebenrolle im Märchenfilm Die sechs Schwäne (2012). 2014 folgte dann eine Nebenrolle in einer im April 2015 erstausgestrahlten Folge der Krimireihe Unter anderen Umständen, wo er Marius Witte, den älteren von zwei getrennt aufwachsenden Brüdern verkörperte. In der 11. Staffel der ZDF-Serie Der Bergdoktor (2018) hatte er eine Episodennebenrolle als Fußballtorwart Lukas Bohringer. In der 9. Staffel der Familienserie Familie Dr. Kleist (2019) übernahm Meisel eine der Episodenrollen als Notfallpatient mit Methanolvergiftung. In der 11. Staffel der ZDF-Serie SOKO Stuttgart (2020) hatte Meisel eine der Episodenrollen als tatverdächtiger 19-jähriger Bruder einer getöteten Polizeistudentin. In der 15. Staffel der ZDF-Serie Notruf Hafenkante (2020) übernahm Meisel eine dramatische Episodenrolle als überforderter junger Geschäftsführer eines Blumenladens, der versucht, mit einer Erpressung das Familiengeschäft zu retten. In der 4. Staffel der ZDF-Serie SOKO Hamburg (2022) war Meisel in einer Episodenhauptrolle als tatverdächtiger Neffe eines Obstbauern im Alten Land zu sehen. In der 18. Staffel der ZDF-Serie Der Staatsanwalt (2023) übernahm Meisel eine dramatische Episodenhauptrolle als junger Mann, der unter Verdacht gerät, eine 17-jährige, tot aufgefundene Frau entführt zu haben. In der 5. Staffel der ZDF-Serie Blutige Anfänger (2024) war Meisel in einer weiteren Episodenhauptrolle als tatverdächtiger Freund eines ermordeten Profi-Skateboarders zu sehen. In der 9. Staffel der TV-Serie In aller Freundschaft – Die jungen Ärzte (2024) hatte Meisel eine weitere Episodenhauptrolle als angehender Gymnasiallehrer und Hobby-Wrestler Bastian Kempe.
Ab 2015 war er außerdem regelmäßig in den Kammerspielen des Deutschen Theaters Berlin zu sehen. Im Februar 2018 spielte er dort in der Uraufführung von Klassenbuch (nach dem Roman von John von Düffel) den Computer-Nerd Lenny.

## Filmografie
- 2012: Die sechs Schwäne (Fernsehfilm)
- 2013: As if i were somebody else (Kurzfilm)
- 2015: Unter anderen Umständen: Das verschwundene Kind (Fernsehreihe)
- 2017: Wir müssen reden (Kurzfilm)
- 2017: Happy days (Kurzfilm)
- 2017: Schwimmen (Kinofilm)
- 2018: Das schweigende Klassenzimmer (Kinofilm)
- 2018: Der Bergdoktor: Zwiespalt (Fernsehserie)
- 2019: Get Lucky – Sex verändert alles (Kinofilm)
- 2019: Familie Dr. Kleist: Falsche Freunde (Fernsehserie)
- 2020: SOKO Stuttgart: Der Feind in eigenen Reihen (Fernsehserie)
- 2020: Notruf Hafenkante: Familiensache (Fernsehserie)
- 2020: Der Alte und die Nervensäge (Fernsehfilm)
- 2020: Der Usedom-Krimi: Nachtschatten (Fernsehreihe)
- 2021: Ferdinand von Schirach: Feinde (Fernsehfilm)
- 2021: Kranitz – Bei Trennung Geld zurück (Fernsehserie)
- 2022: SOKO Hamburg: Erntezeit (Fernsehserie)
- 2022: SOKO Leipzig: Schallali (Fernsehserie)
- 2022: Die Discounter (Fernsehserie)
- 2023: Der Staatsanwalt: Flüchtige Spuren (Fernsehserie)
- 2023: Polizeiruf 110: Daniel A. (Fernsehreihe)
- 2023: Malibu: Küss den Frosch (Fernsehreihe)
- 2024: Blutige Anfänger: Babyalarm (Fernsehserie)
- 2024: In aller Freundschaft – Die jungen Ärzte: Selbstbewusst (Fernsehserie)
- 2024: Helen Dorn: Der deutsche Sizilianer (Fernsehreihe)
- 2024: Finsteres Herz – Die Toten von Marnow 2 (Fernsehserie)
- 2025: SOKO Potsdam: Bodyguard (Fernsehserie)

## Theater
- 2015: Alice, Deutsches Theater Berlin, Regie: Nora Schlocker
- 2016: Jugend. Erinnerung 1945/2015, Deutsches Theater Berlin, Regie: Uta Plate
- 2018: Klassenbuch, Deutsches Theater Berlin, Regie: Kristo Šagor